# Смирнов Роман Андрійович
Роман Андрійович Смирнов (рос. Роман Андреевич Смирнов; 3 січня 1987, м. Красноярськ, СРСР) — російський хокеїст, захисник. Виступає за «Буран» (Вороніж) у Вищій хокейній лізі. 
Вихованець хокейної школи «Сокіл» (Красноярськ). Виступав за «Сокіл» (Красноярськ), «Єрмак» (Ангарськ).